# 花眉竹
花眉竹（学名：Bambusa longispiculata）为禾本科簕竹属下的一个种。

## 扩展阅读
- 維基物種上的相關：花眉竹